# Widensolen
Widensolen é uma comuna francesa na região administrativa de Grande Leste, no departamento Alto Reno. Estende-se por uma área de 10,71 km². Em 2010 a comuna tinha 1 200 habitantes (densidade: 112 hab./km²).